# Galloway House

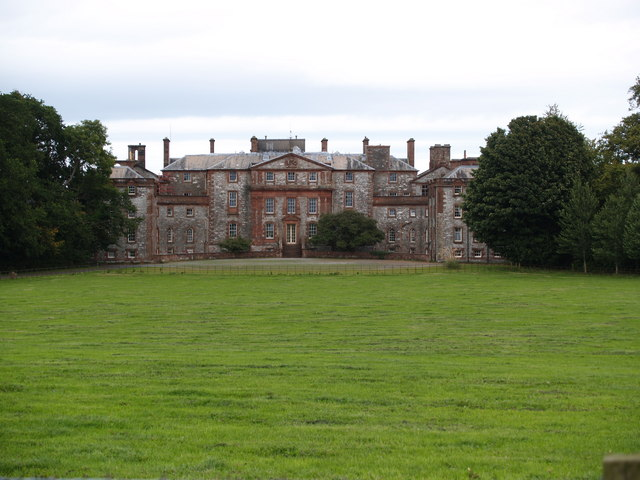
Galloway House

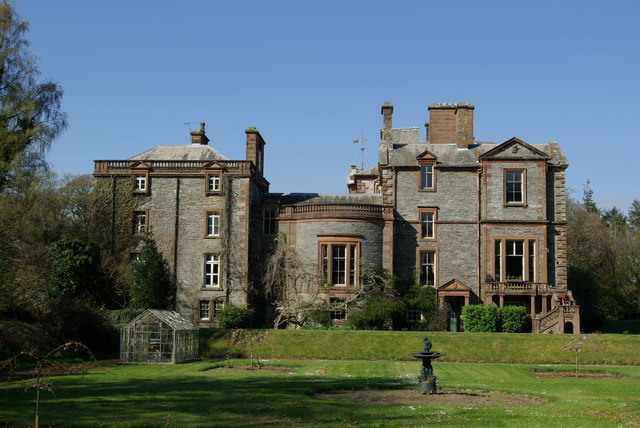
Seitenansicht

Galloway House, auch Garlieston House, ist ein Herrenhaus nahe der schottischen Ortschaft Garlieston in der Council Area Dumfries and Galloway. 1972 wurde das Bauwerk in die schottischen Denkmallisten in der höchsten Denkmalkategorie A aufgenommen. Des Weiteren bildet es zusammen mit verschiedenen Außengebäuden ein Denkmalensemble der Kategorie B. Zuletzt ist das Anwesen im schottischen Register für Landschaftsgärten gelistet.

## Geschichte
Alexander Stewart, 6. Earl of Galloway ließ Galloway House zu Beginn der 1740er Jahre erbauen. Den frühesten Entwurf lieferte der schottische Architekt William Adam, der jedoch von John Douglas überarbeitet wurde. Noch zu Lebzeiten Stewarts veranlasste sein Sohn John Stewart, der spätere siebte Earl of Galloway, 1764 eine Überarbeitung des Gebäudes und begann mit der Anlage der Gärten und Parks. 1841 beauftragte Randolph Stewart, 9. Earl of Galloway den bekannten Architekten William Burn mit der Überarbeitung des Herrenhauses. Um 1850 wurden die Gärten neu gestaltet.
Randolph Henry Stewart, 11. Earl of Galloway lebte über seine Verhältnisse und sah sich 1907 zum Verkauf des Anwesens gezwungen. Die Familie McEacharn erwarb es und sie beauftragten Robert Lorimer mit der Modernisierung von Galloway House. Nach einem weiteren Eigentümerwechsel 1930 und der Erprobung der Mulberry-Häfen in der nahegelegenen Rigg Bay in den frühen 1940er Jahren, pachtete das Glasgow Corporation Education Department Galloway House zwischen 1947 und 1953. In diesem Jahr erwarb die Glasgow Corporation das Gebäude und betrieb dort bis zu ihrer Schließung aus wirtschaftlichen Gründen im Jahre 1976 eine Bildungseinrichtung.

## Beschreibung
Galloway House liegt rund einen Kilometer südlich von Garlieston. Das Mauerwerk besteht aus Naturstein, wobei Öffnungen und Details mit rotem Sandstein abgesetzt sind. Die westexponierte Frontseite des klassizistischen Bauwerks ist mit kolossalen korinthischen Pilastern gestaltet. An der neun Achsen weiten Rückseite tritt mittig ein Gebäudeteile mit dorischen Säulen halbrund hervor. Vorgelagert ist eine geschwungene Treppe, die in die Gärten hinab führt.